# Tomas Anagrius
Erik Tomas Anagrius, född 24 januari 1939 i S:t Görans församling i Stockholm, är en svensk keramiker.

## Biografi
Anagrius utbildade sig på Konstfack åren 1956–1961. Efter utbildningen och praktik – bland annat på Rörstrands och Gustavsbergs porslinfabrik – samt två år som anställd formgivare startade han egen keramikverkstad 1963 i Alingsås. 1967 flyttade han den till Kvidinge i nordvästra Skåne. Här arbetar han sedan dess med både lergods och stengods. Det är drejade och handbyggda föremål i mestadels fria former.
Han har haft många utställningar både inom och utom landet samt deltagit i ett flertal jurybedömda utställningar.
Tomas Anagrius har fått Åstorps kommuns kulturpris 1983 och 2006 samt ett flertal olika stipendier, bland annat statligt konstnärsstipendium. Han fick Lengertz litteraturpris 2008 för sin bok Keramik från Kvidinge som han utgav 2007.
Tomas Anagrius är representerad i ett flertal museer och samlingar, bland annat Nationalmuseum i Stockholm, Röhsska museet, Helsingborgs museum, Kulturen, Hallands konstmuseum och Nordiska museet, Höganäs museum samt i många landsting och kommuner.